# Klaus Roth
Klaus Friedrich Roth (29 de octubre de 1925 - 10 de noviembre de 2015) fue un matemático británico nacido en Alemania, que ganó la Medalla Fields por demostrar el teorema que lleva su nombre sobre la aproximación diofántica de números algebraicos. También recibió la Medalla De Morgan y la Medalla Sylvester, y fue miembro del Royal Society.
Roth se mudó a Inglaterra cuando era niño en 1933 para escapar de los nazis y se educó en la Universidad de Cambridge y en el University College de Londres, terminando su doctorado en 1950. En este último centro fue docente hasta 1966, cuando ocupó una cátedra en el Imperial College. Se jubiló en 1988.
Más allá de su trabajo sobre la aproximación diofántica, Roth hizo importantes contribuciones a la teoría de conjuntos sin progresión en combinatoria aritmética y a la teoría de irregularidades de una distribución. Conocido además por sus investigaciones sobre las sumas de potencias, el cribado grande, el problema del triángulo de Heilbronn y el empaquetado de cuadrados en un cuadrado, fue coautor del libro Sequences sobre sucesiones enteras.

## Semblanza

### Primeros años
Roth nació en una familia judía en Breslavia, Prusia, el 29 de octubre de 1925. Sus padres se establecieron con él en Londres para escapar de la persecución nazi en 1933, y se crio y educó en el Reino Unido. Su padre, un abogado, había estado expuesto a gas venenoso durante la Primera Guerra Mundial y murió cuando Roth aún era joven. Se convirtió en alumno de la St Paul's School de 1939 a 1943, y con el resto de la escuela fue evacuado de Londres a Easthampstead Park durante el blitz. En la escuela, era conocido por su habilidad tanto en ajedrez como en matemáticas. Intentó unirse al Cuerpo de Entrenamiento Aéreo, pero fue rechazado durante algunos años por su origen alemán, y posteriormente por carecer de la coordinación necesaria para ser piloto.

### Educación matemática
Roth fue lector de matemáticas en Peterhouse y participó como primer jugador en el equipo de ajedrez de Cambridge, terminando sus estudios en 1945.
A pesar de su habilidad en matemáticas, solo obtuvo honores de tercera clase en las pruebas de acceso, debido a su modesta capacidad para enfrentarse a los exámenes. Su tutor en Cambridge, John Charles Burkill, no apoyó que continuara en matemáticas y le recomendó que aceptara "algún trabajo comercial con un sesgo estadístico".
En cambio, se convirtió brevemente en maestro de escuela en Gordonstoun, después terminar sus estudios en Cambridge y antes de comenzar sus estudios de posgrado.
Por recomendación de Harold Davenport, fue aceptado en 1946 en un programa de maestría en matemáticas en el University College de Londres, donde trabajó bajo la supervisión de Theodor Estermann. Completó allí una maestría en 1948 y un doctorado en 1950. Su tesis se tituló "Demostración de que casi todos los números enteros positivos son sumas de un cuadrado, un cubo positivo y una cuarta potencia".

### Carrera
Al recibir su maestría en 1948, Roth se convirtió en profesor asistente en el University College de Londres, accediendo al puesto de profesor en 1950.
Sus contribuciones más significativas, sobre la aproximación diofántica, las sucesiones libres de progresión y la discrepancia, se publicaron a mediados de la década de 1950.
En 1958 recibió la Medalla Fields, el más alto honor para un matemático. Sin embargo, no obtuvo una plaza de profesor titular hasta 1961.
Durante este período, continuó trabajando en estrecha colaboración con Harold Davenport.
Se tomó unos años sabáticos en el Instituto de Tecnología de Massachusetts a mediados de los años 1950 y mediados de los 1960, y consideró seriamente emigrar a los Estados Unidos. Walter Hayman y Patrick Linstead contrarrestaron esta posibilidad, que vieron como una amenaza para las matemáticas británicas, con la oferta de una cátedra de matemáticas puras en el Imperial College London, que Roth aceptó en 1966. Conservó este puesto hasta su jubilación oficial en 1988, y permaneció en el Imperial College como profesor visitante hasta 1996.
Las conferencias de Roth solían ser muy claras, pero en ocasiones podían resultar erráticas.
El Mathematics Genealogy Project lo enumera como si tuviera solo dos estudiantes de doctorado, pero uno de ellos, William Chen, que continuó el trabajo de Roth en la teoría de la discrepancia, se convirtió en miembro de la Sociedad Matemática Australiana y en jefe del departamento de matemáticas de l Universidad de Macquarie.

### Vida personal
En 1955 se casó con Mélèk Khaïry, que había llamado su atención cuando ella era estudiante en su primera conferencia. Khaïry era hija del senador egipcio Khaïry Pacha, y llegó a trabajar en el departamento de psicología del University College de Londres, donde publicó una investigación sobre los efectos de las toxinas en las ratas.
Tras la jubilación de Roth, se trasladaron a Inverness, donde disponían de una sala de su casa dedicada al baile latino, un interés compartido por ambos.
Khaïry murió en 2002, mientras que Roth falleció en Inverness el 10 de noviembre de 2015, a la edad de 90 años.
No tuvieron hijos y Roth legó la mayor parte de su patrimonio, más de un millón de libras, a dos organizaciones benéficas de salud "para ayudar a las personas mayores y enfermas que viven en la ciudad de Inverness". Envió la Medalla Fields con un legado más pequeño a Peterhouse.

## Contribuciones
Roth era conocido como un solucionador de problemas matemáticos, más que como un constructor de teorías. Harold Davenport escribe que la "moraleja del trabajo del Dr. Roth" es que "los grandes problemas no resueltos de las matemáticas aún pueden ceder ante un ataque directo, por difíciles e inaccesibles que parezcan y por mucho esfuerzo que ya se haya invertido en ellos". Sus intereses de investigación abarcaron varios temas en teoría de números, teoría de la discrepancia y la teoría de sucesiones enteras.

### Aproximación diofántica
El tema de la aproximación diofántica busca aproximaciones precisas a un número irracional mediante números racionales. La cuestión de con qué precisión se podrían aproximar los números algebraicos se conoció como el problema de Thue-Siegel, después de los avances previos en esta cuestión por parte de Axel Thue y Carl Ludwig Siegel. La precisión de la aproximación se puede medir mediante el número de Liouville de un número {\displaystyle x}, definido como el número más grande {\displaystyle e} tal que {\displaystyle x} tiene infinitas aproximaciones racionales {\displaystyle p/q} con {\displaystyle |x-p/q|<1/q^{e}}. Si el exponente de aproximación es grande, entonces {\displaystyle x} tiene aproximaciones más precisas que un número cuyo exponente es menor. El exponente de aproximación más pequeño posible es dos: incluso los números más difíciles de aproximar se pueden aproximar con el exponente dos usando fracciones continuas. Antes del trabajo de Roth, se creía que los números algebraicos podían tener un exponente de aproximación mayor, relacionado con el grado del polinomio que definía el número.
En 1955, Roth publicó lo que ahora se conoce como teorema de Roth, zanjando por completo esta cuestión. Su teorema demostró la falsedad de la supuesta conexión entre el exponente de aproximación y el grado, y permitió comprobar que, en términos del exponente de aproximación, los números algebraicos son los números irracionales que se aproximan con menor precisión. Más precisamente, demostró que para los números algebraicos irracionales, el exponente de aproximación es siempre exactamente dos. En un estudio del trabajo de Roth presentado por Harold Davenport al Congreso Internacional de Matemáticos en 1958, cuando Roth recibió la Medalla Fields, Davenport llamó a este resultado el "mayor logro" de Roth.

### Combinatoria aritmética

El conjunto {1,2,4,5,10,11,13,14} (azul) no tiene 3 términos en progresión aritmética, ya que el promedio de cada dos miembros del conjunto (amarillo) queda fuera del conjunto. Roth demostró que todo conjunto libre de progresiones aritméticas debe ser escaso

Otro resultado de 1953, también conocido como "teorema de Roth", se desarrolla en el campo de la combinatoria aritmética y concierne a sucesiones de enteros sin tres números en progresión aritmética. Estas secuencias habían sido estudiadas en 1936 por Paul Erdős y Pál Turán, quienes conjeturaron que debían ser escasas.
Sin embargo, en 1942, Raphaël Salem y Donald C. Spencer construyeron subconjuntos libres de progresión de números de {\displaystyle 1} a {\displaystyle n} de tamaño proporcional a {\displaystyle n^{1-\varepsilon }}, para cada {\displaystyle \varepsilon >0}.
Roth reivindicó el trabajo de Erdos y Turán, demostrando que no es posible que el tamaño de tal conjunto sea proporcional a {\displaystyle n}: cada conjunto de números enteros denso contiene una progresión aritmética de tres términos. Su prueba utiliza técnicas de la teoría analítica de números, incluido el método del círculo de Hardy-Littlewood, para estimar el número de progresiones en una secuencia determinada y mostrar que, cuando la secuencia es lo suficientemente densa, este número es distinto de cero.
Posteriormente, otros autores reforzaron la limitación de Roth sobre el tamaño de los conjuntos libres de progresión. Un fortalecimiento en una dirección diferente, el teorema de Szemerédi, muestra que los conjuntos densos de números enteros contienen progresiones aritméticas arbitrariamente largas.

### Discrepancia

La sucesión de baja discrepancia, un conjunto de puntos de baja discrepancia obtenidos de la sucesión de van der Corput

Aunque el trabajo de Roth sobre la aproximación diofántica le valió el mayor reconocimiento, es su investigación sobre las irregularidades de la distribución de lo que (según un obituario de William Chen y Bob Vaughan) estaba más orgulloso. Su artículo de 1954 sobre este tema sentó las bases de la teoría de la discrepancia moderna. Se trata de la ubicación de {\displaystyle n} puntos en un cuadrado unitario de modo que, para cada rectángulo delimitado entre el origen y un punto del cuadrado, el área del rectángulo esté bien aproximada por el número de puntos que contiene.
Roth midió esta aproximación mediante la diferencia al cuadrado entre el número de puntos y {\displaystyle n} multiplicado por el área, y demostró que para un rectángulo elegido al azar la esperanza de la diferencia al cuadrado es logarítmica respecto a {\displaystyle n}. Este resultado es el mejor posible y mejoró significativamente un límite anterior sobre el mismo problema hallado por Tatyana Pavlovna Ehrenfest. A pesar del trabajo previo de Ehrenfest y de Johannes van der Corput sobre el mismo problema, Roth era conocido por alardear de que este resultado "inició un tema".

### Otros temas
Algunos de los primeros trabajos de Roth incluyeron un artículo de 1949 sobre las sumas de potencias, que mostraba que casi todos los enteros positivos podían representarse como una suma de un cuadrado, un cubo y una cuarta potencia, y un artículo de 1951 sobre los espacios entre enteros libres de cuadrados, que se describe como "bastante sensacional" y "de considerable importancia" por Chen y Vaughan respectivamente. Su conferencia inaugural en el Imperial College se refirió al cribado grande: delimitar el tamaño de conjuntos de números enteros de los cuales muchas clases de congruencia de números módulo un número primo han sido prohibidas. Roth había publicado previamente un artículo sobre este problema en 1965.

El empaquetado de cuadrados en un cuadrado óptimo a veces puede implicar cuadrados inclinados. Roth y Bob Vaughan demostraron que el área no constante debe dejarse descubierta

Otro de los intereses de Roth era el problema del triángulo de Heilbronn, consistente en colocar puntos en un cuadrado para evitar triángulos de pequeña área. Su artículo de 1951 sobre el problema fue el primero en demostrar un límite superior no trivial del área que se puede alcanzar. Finalmente publicó cuatro artículos sobre este problema, el último en 1976.
Roth también logró avances significativos en el empaquetado cuadrado en un cuadrado. Si los cuadrados unitarios se empaquetan en un cuadrado {\displaystyle s\times s} de la manera obvia, paralela al eje, entonces para valores de {\displaystyle s} que están justo debajo de un número entero, casi el área {\displaystyle 2s} se puede dejar descubierta. Después de que Paul Erdős y Ronald Graham demostraron que un empaquetamiento inclinado más inteligente podría dejar un área significativamente más pequeña, solo {\displaystyle O(s^{7/11})},  Roth y Bob Vaughan respondieron con un artículo de 1978 que demostraba el primer límite inferior no trivial del problema. Como mostraron, para algunos valores de {\displaystyle s}, el área descubierta debe ser al menos proporcional a to {\displaystyle {\sqrt {s}}}.

En 1966, Heini Halberstam y Roth publicaron su libro Sequences, sobre sucesiones enteras. Inicialmente planteado para ser el primero de un conjunto de dos volúmenes, sus temas incluían las densidades de sumas de sucesiones, las cotas en el número de representaciones de números enteros como sumas de miembros de sucesiones, densidad de sucesiones cuyas sumas representan todos los números enteros, teoría de cribas y el método probabilístico, y las secuencias en las que ningún elemento es múltiplo de otro. Se publicó una segunda edición en 1983.

## Reconocimientos

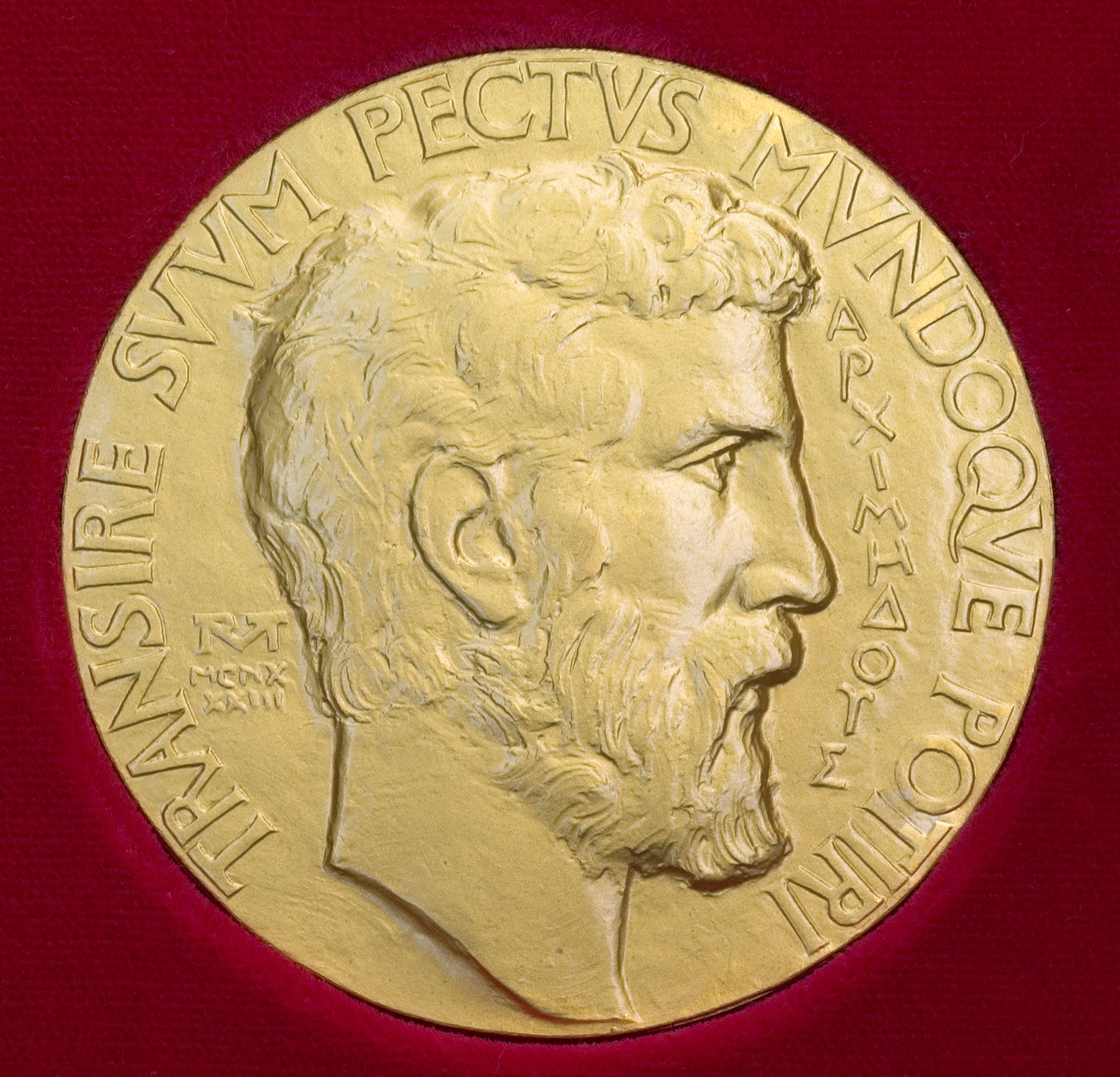
Medalla Fields

- Roth ganó la Medalla Fields en 1958 por su trabajo sobre la aproximación diofántica, convirtiéndose en el primer ganador británico del  galardón.[1] Fue elegido miembro de la Royal Society en 1960 y más tarde se convirtió en miembro honorario del Royal Society of Edinburgh, miembro del University College de Londres, miembro del Imperial College de Londres y miembro honorario de Peterhouse.[1] Le divertía que su Medalla Fields, su elección a la Royal Society y su cátedra le llegaran en orden inverso al de su prestigio.[2]

- La London Mathematical Society le otorgó la Medalla De Morgan en 1983.[3]

En 1991, la Royal Society le entregó la Medalla Sylvester "por sus numerosas contribuciones a la teoría de números y, en particular, su solución del famoso problema relativo a la aproximación de números algebraicos mediante racionales".
- En 2009 se publicó un festschrift de 32 ensayos sobre temas relacionados con la investigación de Roth, en honor a su 80 cumpleaños,[25] y en 2017 los editores de la revista Mathematika le dedicaron un número especial.[26]

- Después de su muerte, el Departamento de Matemáticas del Imperial College instituyó la Beca Roth en su honor.[27]

## Publicaciones seleccionadas

### Artículos en revistas
- Roth, K. F. (1949). «Proof that almost all positive integers are sums of a square, a positive cube and a fourth power». London Mathematical Society. Second Series 24: 4-13. MR 0028336. Zbl 0032.01401. doi:10.1112/jlms/s1-24.1.4.
- Roth, K. F. (1951a). «On a problem of Heilbronn». London Mathematical Society. Second Series 26 (3): 198-204. MR 0041889. Zbl 0043.16303. doi:10.1112/jlms/s1-26.3.198.
- Roth, K. F. (1951b). «On the gaps between squarefree numbers». London Mathematical Society. Second Series 26 (4): 263-268. MR 0043119. Zbl 0043.04802. doi:10.1112/jlms/s1-26.4.263.
- Roth, K. F. (1953). «On certain sets of integers». London Mathematical Society. Second Series 28: 104-109. MR 0051853. Zbl 0050.04002. doi:10.1112/jlms/s1-28.1.104.
- Roth, K. F. (1954). «On irregularities of distribution».  Mathematika 1 (2): 73-79. MR 0066435. Zbl 0057.28604. doi:10.1112/S0025579300000541.
- Roth, K. F. (1955). «Rational approximations to algebraic numbers».  Mathematika 2: 1-20, 168. MR 0072182. Zbl 0064.28501. doi:10.1112/S0025579300000644.
- Roth, K. F. (1965). «On the large sieves of Linnik and Rényi».  Mathematika 12: 1-9. MR 0197424. Zbl 0137.25904. doi:10.1112/S0025579300005088.
- Roth, K. F. (1976). «Developments in Heilbronn's triangle problem». Advances in Mathematics 22 (3): 364-385. MR 0429761. Zbl 0338.52005. doi:10.1016/0001-8708(76)90100-6.
- Roth, K. F.; Vaughan, R. C. (1978). «Inefficiency in packing squares with unit squares».  Journal of Combinatorial Theory. Series A 24 (2): 170-186. MR 0487806. Zbl 0373.05026. doi:10.1016/0097-3165(78)90005-5.

### Libros
- Halberstam, Heini; Roth, Klaus Friedrich (1966). Sequences. London: Clarendon Press.[22] Una segunda edición fue publicada en 1983 por Springer Science+Business Media.[23]